# Sivrihisar
Sivrihisar (Spalya, römisch: Justianapolis) ist eine Stadtgemeinde (Belediye) im gleichnamigen Ilçe (Landkreis) der Provinz Eskişehir in der türkischen Region Zentralanatolien und gleichzeitig ein Stadtbezirk der 1993 gebildeten Büyükşehir Belediyesi Eskişehir (Großstadtgemeinde/Metropolprovinz). Sivrihisar ist seit der Gebietsreform ab 2014 flächen- und einwohnermäßig identisch mit dem Landkreis.

## Geografie
Der Kreis/Stadtbezirk liegt im Süd(west)en der Provinz und grenzt im Norden an Mihalıççık im Nordosten an Polatlı in der Provinz Ankara, im Osten an Günyüzü, im Süd(ost)en an Çeltik in der Provinz Konya, im Süd(west)en an Emirdağ in der Provinz Afyonkarahisar, im Westen an Çifteler und Mahmudiye sowie im Nordwesten an Beylikova.
Sivrihisar wird von zwei wichtige Straßen durchschnitten: die Hauptverkehrsstraße D200 (E90) Ankara-Eskişehir, und ein Abzweig der D260 südlich nach Afyonkarahisar und weiter nach Izmir. Am Fuße des Berges, der den Stadtbezirk überragt, befindet sich eine armenische Hl.-Dreieinigkeits-Kirche (Kızıl Kilise), die bis 2015 restauriert wurde und seither leer steht. Im Stadtbezirk finden sich weiter Häuser traditionellen Baustils in unterschiedlichem Erhaltungszustand. Sehenswürdigkeiten sind außerdem eine Ulu Camii aus dem 13. Jahrhundert und das Alemşah-Mausoleum.
Von der Ausfahrt Sivrihisar ist die archäologische Stadt Pessinus in etwa 14 km Entfernung erreichbar.
Im nahegelegenen ehemaligen Dorf Hortu (jetzt der Mahalle Nasrettin Hoca) soll 1208 der weise Narr Nasreddin Hoca geboren worden sein († 1284).

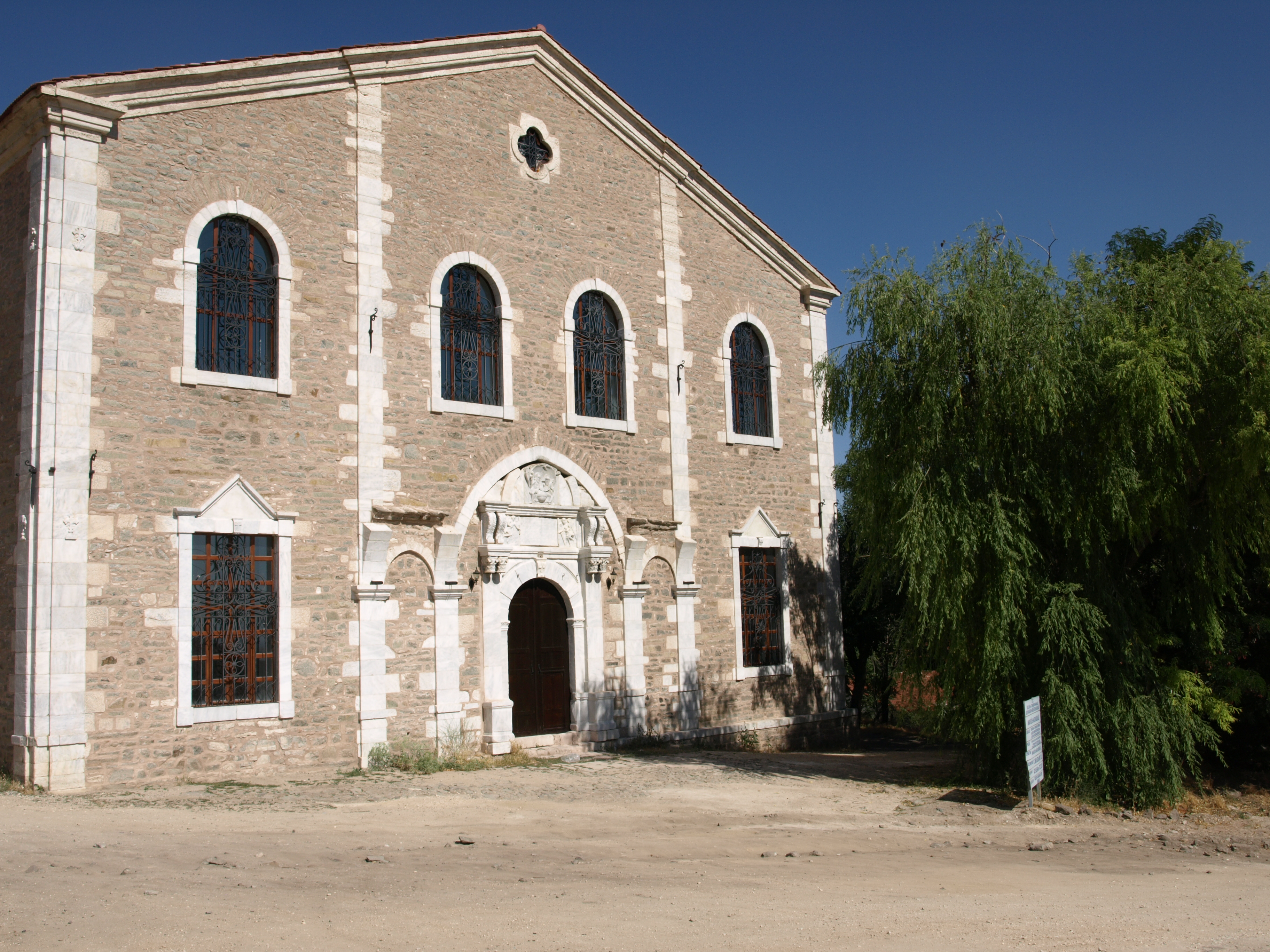
Front der Hl.-Dreieinigkeits-Kirche
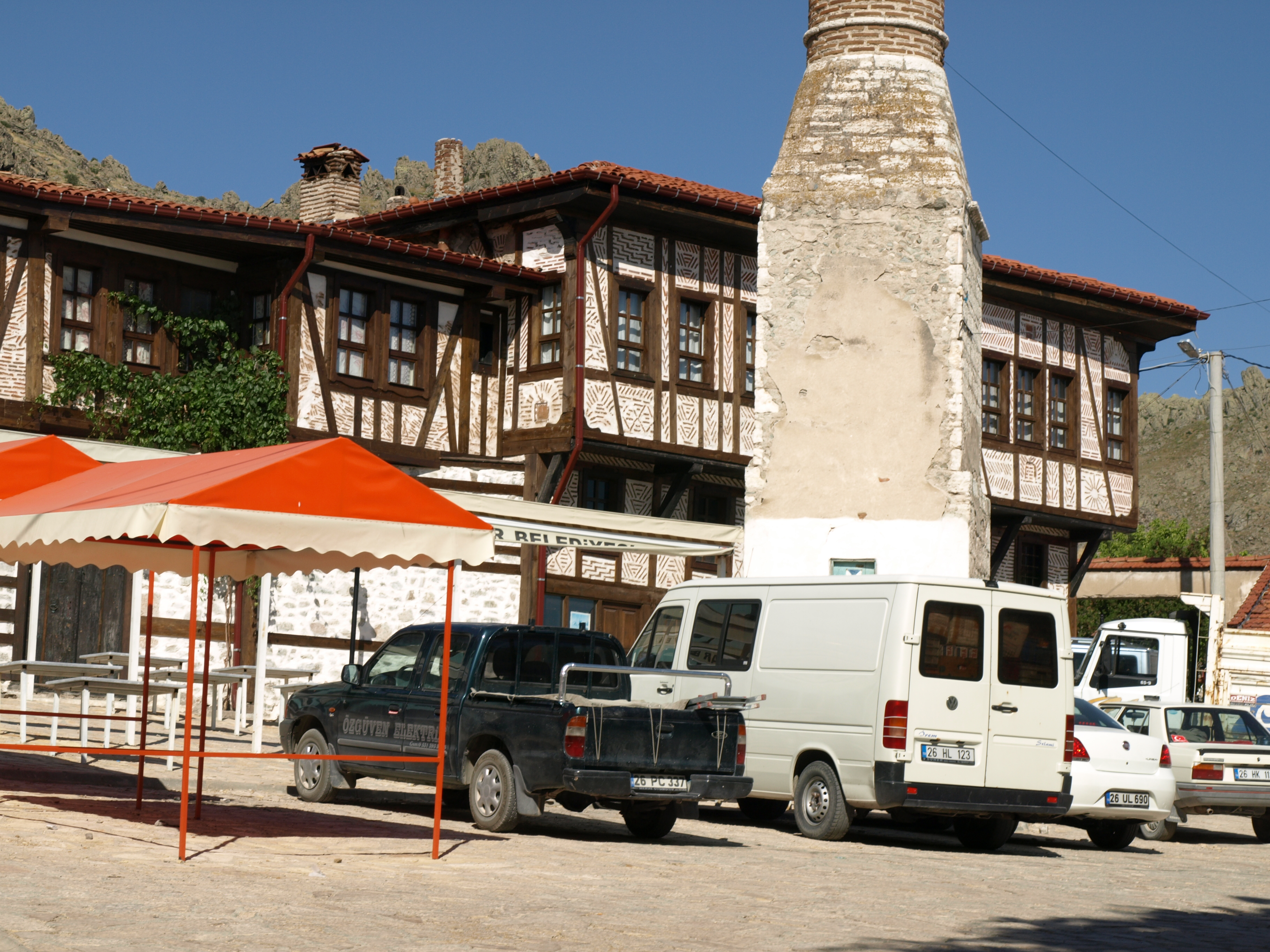
Marktplatz von Sivrihisar mit dem Fundament eines verwaisten Minaretts

## Geschichte
Die Webseite Geschichte von Sivrihisar endet mit dem Satz, dass nach dem Ersten Weltkrieg am 20. September 1921 die von den Griechen besetzten Kreisgebiete befreit worden seien. Dass danach auch in Sivrihisar die Geschichte nicht stehen geblieben ist, zeigt sich am Beispiel der 1942 erlassenen Vermögenssteuer Varlık Vergisi.
Im Vollzug dieser sich vor allem gegen Angehörige nationaler Minderheiten – Armenier, Griechen und türkische Juden – gerichteten Vermögenssteuer wurden diejenigen, die die ihnen auferlegte Steuer nicht aufbringen konnten, in abgelegene Orte der Türkei verbannt und zur Zwangsarbeit gepresst. Menschen aus Istanbul wurden zunächst nach Aşkale und Erzurum verbannt, jene aus Izmir direkt nach Sivrihisar.
Am 8. August 1943 wurden ca. 900 der in Aşkale und Erzurum Internierten nach Sivrihisar verlegt. Aktar schreibt, dass sie dazu eine viertägige Reise von Erzurum aus auf Güterwagen antreten mussten. In Sivrihisar, wohin Steuerschuldner aus Izmir direkt verbracht wurden, mussten sie unter äußerst schwierigen Bedingungen leben und arbeiten. Sie schliefen in offenen Zelten auf freiem Feld und arbeiteten bis in die erste Dezemberwoche hinein im Steinbruch und im Straßenbau.
Die Varlık Vergisi wurde am 15. März 1944 per Gesetz abgeschafft; die Internierten konnten zurückkehren.

## Verwaltung
(Bis) Ende 2012 bestand der Landkreis neben der Kreisstadt aus den drei Stadtgemeinden (Belediye) Dümrek, Kaymaz und Nasrettin Hoca sowie 62 Dörfern (Köy) in zwei Bucaks, die während der Verwaltungsreform 2013/2014 in Mahalle (Stadtviertel/Ortsteile) überführt wurden. Die 13 vorhandenen Mahalle der Kreisstadt blieben bestehen, während die acht Mahalle der drei o. g. Belediye vereint und zu je einem Mahalle zusammengefasst wurden. Durch Herabstufung dieser Belediye und der Dörfer zu Mahalle stieg deren Anzahl auf 78. Ihnen steht ein Muhtar als oberster Beamter vor.
Ende 2020 lebten durchschnittlich 258 Menschen in jedem Mahalle, 4.406 Einw. im bevölkerungsreichsten (Hızırbey Mah.).

## Persönlichkeiten
- Bedros IV. (1870–1940), armenischer Katholikos von Kilikien